# Ninalee Craig
Ninalee Craig (née Allen) (6. listopadu 1927 Indianapolis – 1. května 2018 Toronto) byla americká modelka známá především z snímků fotografky Ruth Orkin. Proslavila se především zásluhou snímku Americká dívka v Itálii.

## Fotografie
V roce 1951 absolvovala šestiměsíční turné po Evropě. Ve Florencii se spřátelila s americkou fotografkou Ruth Orkin, která ji fotografovala po celé Florencii. Zachytila ji při nakupování na trhu, při flirtování v kavárnách, při prohlížení památek a při dalších zážitcích z pobytu. Nejznámější fotografií se stala Americká dívka v Itálii, na které jde po ulici a pozoruje ji skupina mužů.
Veřejnost interpretovala tyto fotografie jako obtěžování a šovinismus. Ninalee Craigová však v roce 2014 řekla: "V žádném okamžiku jsem se necítila v Evropě nešťastná nebo obtěžovaná" a tyto fotografie nepovažuji za symbol obtěžování. Je to symbol ženy, která prožívá naprosto úžasné chvíle. Nebyla jsem ani trochu uražena.

## Pozdější život
Po své cestě po Evropě se vrátila do New Yorku a pracovala jako učitelka a spisovatelka. Provdala se za Itala, se kterým žila v Miláně, ale později se rozvedla. Po návratu do New Yorku se seznámila s novým mužem z Kanady, vdala se za něj a přestěhovala se do Toronta. Měla velkou rodinu, včetně 10 vnoučat a 7 pravnoučat.
Zemřela 1. května 2018 ve svých 90. letech.